# Одуен Дольфюс
Одуен Шарль Дольфюс (фр. Audouin Charles Dollfus; 12 листопада 1924 — 1 жовтня 2010) — французький астроном.
Родився в Парижі. Закінчив Паризький університет. З 1946 працює в Паризькій обсерваторії, очолює лабораторію фізики Сонячної системи.
Наукові праці присвячені дослідженням планет і Сонця. Продовжив вивчення лінійної поляризації світла планет, розпочате Бернаром Ліо в Паризькій обсерваторії. Провів вимірювання поляризації для всіх планет, вивчивши її зміни по диску, розподіл за довжиною хвилі і залежність від кута фази. На основі цих спостережень визначив параметри атмосфери і надхмарного шару Венери, шляхом порівняння з лабораторними зразками знайшов, що поверхня «пустельних» областей Марса покрита в основному гідратом оксидів заліза. Виконав численні візуальні визначення діаметрів планет і великих супутників Юпітера й Сатурна за допомогою геліометра і мікрометра подвійного зображення. Починаючи з 1945 регулярно веде візуальні спостереження поверхні Марса, вивчив і класифікував різні хмарні утворення в його атмосфері. У 1966 відкрив десятий супутник Сатурна, названий Янусом, існування якого було передбачене ним на підставі вивчення резонансних збурень у кільцях Сатурна. Розробив високоточний поляриметр для досліджень Сонця, з яким виконав спостереження поляризації поблизу краю диска (що важливо для вивчення процесів розсіювання випромінювання та з'ясування механізму утворення ліній поглинання в сонячній атмосфері), а також спостереження корональної потоків поза затемненням та вимірювання слабких дрібномасштабних магнітних полів в активних областях. У 1954 здійснив підйом на повітряній кулі на висоту 7000 м, під час якого за допомогою 28-сантиметрового телескопа виміряв кількість водяної пари в атмосфері Марса.
Член Міжнародної академії астронавтики, президент Французького астрономічного товариства (1979–1982).
Премія Паризької АН, премія ім. А. Галабера Міжнародної астронавтичної федерації (1973).
Астероїд 2451 Dollfus названий на його честь.